# Bernhard Severin Ingemann
Bernhard Severin Ingemann, zich schrijvend als B.S. Ingemann (Torkilstrup, Falster, 28 mei 1789 - Sorø, 28 februari 1862) was een Deens schrijver en dichter.

## Leven en werk
Ingemann was de zoon van een pastor. Hij studeerde rechten en literatuur aan de Universiteit van Kopenhagen. Vervolgens koos hij voor de literatuur. In juli 1822 trouwde hij met de schilderes Lucie Ingemann.
De vroege werken van Ingemann laten invloeden zijn vanuit de Duitse  romantiek en het neoplatonisme. Na een reis door Europa in 1818-1819, werd zijn werk realistischer. In 1826 verscheen het eerste deel uit zijn historische verhalen- en gedichtencyclus Valdemar de Grote en zijn mannen, In deze cyclus, die hij in 1937 zou voltooien, beschrijft hij de periode van 1140 tot 1170, toen in Denemarken drie koningen om de macht streden, eindigend met de overwinning van Valdemar I. De werken wekte bij de Denen een grote belangstelling voor hun verleden. Handeling en intrige, met veel liefdesgeschiedenissen, prevaleerden boven karaktertekening, hetgeen borg stond voor een vlotte leesbaarheid en een voor die tijd ongekende populariteit van het werk.
Latere poëzie van Ingeman is sterk religieus. Ook schreef hij nog realistisch proza en een autobiografisch werk. Vanaf 1822 was hij lector aan de Academie van Sorø. Hij overleed in 1862, 72 jaar oud. Er is weinig werk van hem vertaald naar het Nederlands. Een van zijn teksten is in vertaling van Jan Willem Schulte Nordholt opgenomen in het "Liedboek voor de Kerken" (1973) als Gezang 459 en in "Liedboek: Zingen en bidden in huis en kerk" (2013) als Lied 801: 
"Door de nacht van strijd en zorgen, 
schrijdt de stoet der pelgrims voort,
vol verlangen naar de morgen,
waar de hemel hen verhoort..." (vers 1)

## Bibliografie (selectie)

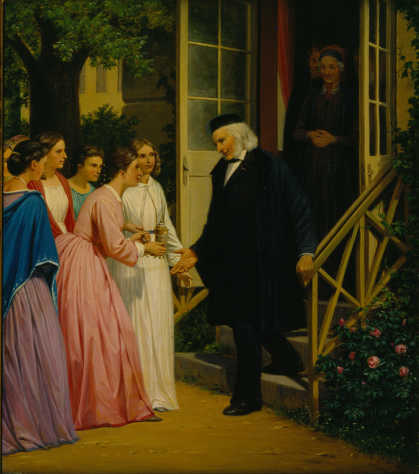
Ingemann krijgt de gouden hoorn op zijn zeventigste verjaardag. Schilderij door Jørgen Sonne